# Scaphytopius cinereus
Scaphytopius cinereus är en insektsart som beskrevs av Henry Fairfield Osborn och Ball 1897. Scaphytopius cinereus ingår i släktet Scaphytopius och familjen dvärgstritar. Inga underarter finns listade i Catalogue of Life.